# Acacia moggii
Acacia moggii é uma espécie de leguminosa do gênero Acacia, pertencente à família Fabaceae.